# 慕尼黑奥林匹克体育场
慕尼黑奥林匹克体育场位于慕尼黑奥林匹克公园的中心，是1972年德國慕尼黑夏季奥运会的主体育场，以颇具革命性的帐篷式屋顶结构闻名。体育场作为德国的国家体育场，能够举办大部分的国际体育赛事。这里也曾举办过1974年世界杯足球赛和1988年欧洲足球锦标赛的决赛，以及3届欧洲冠军联赛的决赛，分别是1979年的诺丁汉森林对阵马尔默，1993年的马赛对阵AC米兰和1997年的多特蒙德对阵尤文图斯。
从1972年起至2005年，慕尼黑奥林匹克体育场作为德国球队拜仁慕尼黑的主场使用，被中断多年的慕尼黑1860也在1994年迁入。这两个慕尼黑的同城俱乐部在之后都搬进了新建的慕尼黑安联球场。

## 设计
在慕尼黑于1966年获得第20届奥运会的申办权后，主办方需要寻求一个合适的场地修建比赛场馆。位于慕尼黑市中心西北部欧伯维森菲尔德的一处3平方公里的绿地就成为了兴建体育设施及奥运公园的理想场地。与此同时，“绿色奥运”（Olympische Spiele im Grünen，确切的涵义是：绿色的比赛、公平的比赛、人性化的比赛）被确定为场地设计的基本理念，希望藉此体现民主和文明的理念。

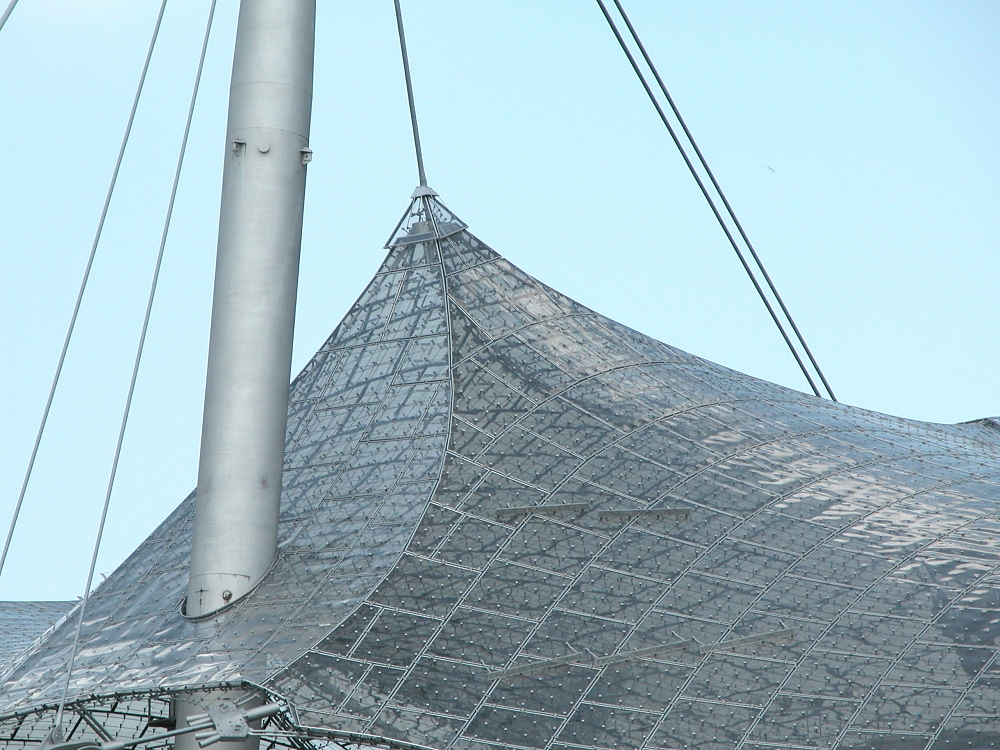
体育场的玻璃棚顶

体育场的建筑团队由斯图加特人甘特·拜尼施（Günter Behnisch）担任总设计师，加上弗里茨·奥尔（Fritz Auer）、卡洛·韦伯（Carlo Weber）、艾本哈特·特连科（Eberhard Tränkner）纳和温弗里德·比克瑟（Winfried Büxel）组成。他们与弗萊·奧托（Frei Otto）共同拟定了建筑要与自然风景融为一体，并且能与环境规划师金特·格里兹梅克（Günther Grzimek）提出的地区规划协调一致的方针。体育场看台的2/3建在地表之下，只有1/3建在地表上，并以蜿蜒的奥林匹克湖为背景。其顶棚由弗赖·奥托设计为半透明的帐篷形状，呈圆锥形，由网索钢缆组成，每一网格为75×75厘米，网索屋顶镶嵌浅灰棕色丙烯塑料玻璃，用氟丁橡胶卡将玻璃卡在铝框中，使覆盖部分内光线充足且柔和，把球场、看台、进场路线以及整个奥林匹克公园联系在一起。这个设计效仿了阿尔卑斯山的形态并且有意与1936年纳粹政府掌权期间的柏林奥运会相区分，详尽和透明的体育场顶棚，象征着一个新兴、民主和乐观的德国。
同时，慕尼黑奥林匹克体育场是德国第一座配备草皮供暖设施的体育场。在天然草皮下25厘米处设计铺设了全长18.95公里的管道，形成加热管道网，冷天可以导入热水，以保证草皮四季常青。

## 历史

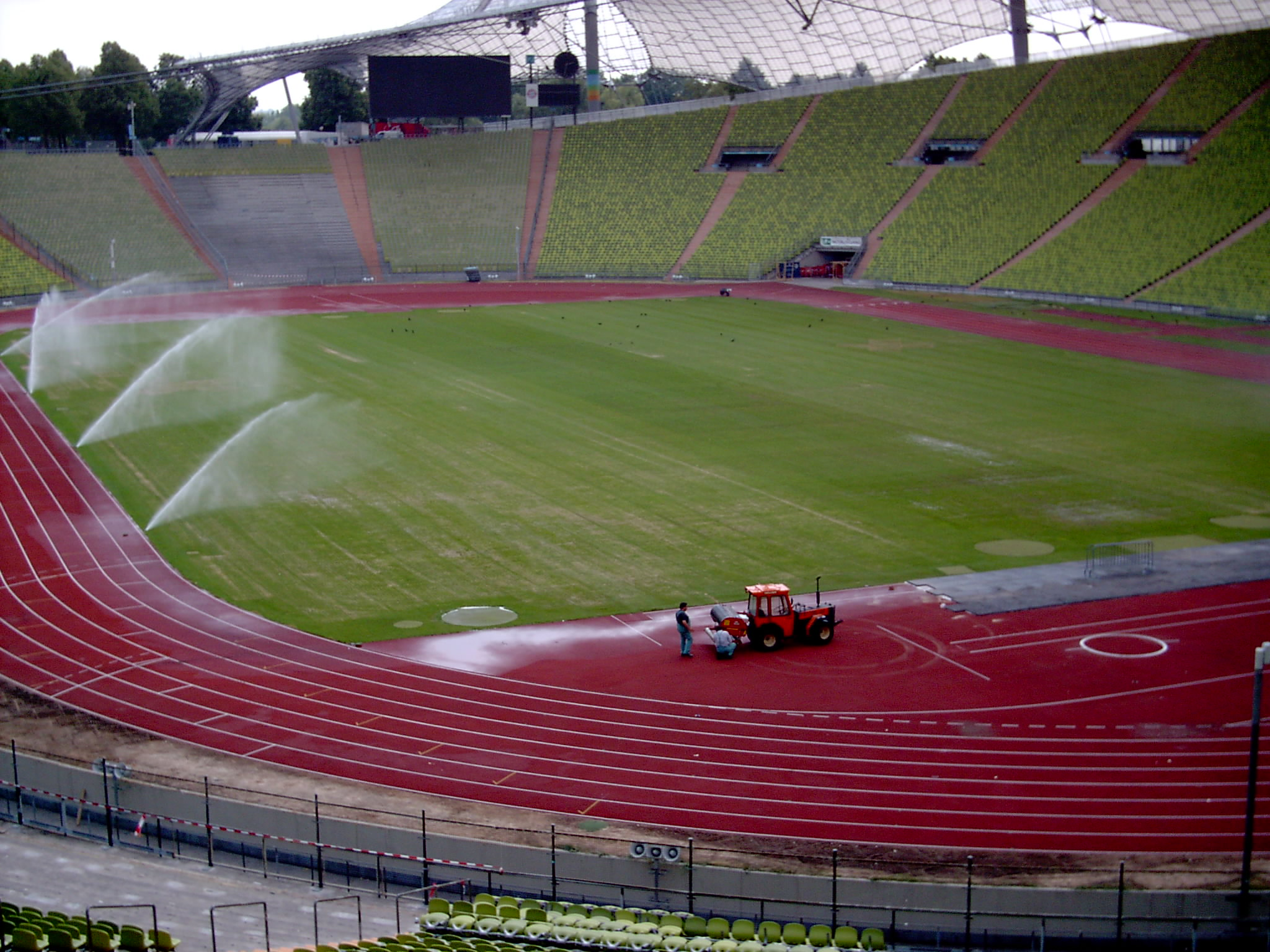
奥林匹克体育场内部

慕尼黑奥林匹克体育场于1969年动工兴建，最初的建造预算为4470万马克，后受到钢材价格上涨及工期紧迫等因素影响，到1972年体育场完工时，最终的造价变成了1.7亿马克，创了当时单体建筑成本的世界纪录。
体育场承办了1972年夏季奥运会的开幕式、闭幕式以及多项主要比赛。在奥运会结束后，体育场主要用于举办国内和国际的足球比赛，并成为了多项国际田径赛事的竞技场所。与此同时，还有很多文化类的活动在这里举办，比如流行音乐会及演唱会，包括滚石乐队、罗比·威廉姆斯、迈克尔·杰克逊、席琳·迪翁、辣妹合唱团、邦乔飞、U2等人在内的全球流行音乐重要人物均在此开过演唱会，其中滚石乐队从1973年起在这里举办的演唱会就不下7次。慕尼黑奥林匹克体育场还取代了位于奥格斯堡的罗森奥斯体育场，成为德国巴伐利亚州最大的体育场馆。
1973年8月15日，慕尼黑1860与奥格斯堡的一场比赛创造了慕尼黑奥林匹克体育场的入场人数纪录，在慕尼黑1860队攻入一个关键的入球后，场外疯狂的球迷破坏了护栏等设施冲入场内。估计当时现场约有90000名观众，其中136人受伤。
70年代末期，出于安全考虑，体育场的入场人数被限制在80000人以内，约77573个席位。至1988年欧洲足球锦标赛起入场人数上限又被缩减至72000席。1989年的海瑟尔惨案发生后，欧洲足联作出了新规定，其属下所有体育场内只允许坐席观看。如此慕尼黑奥林匹克体育场的人数上限更锐减为69000席，而在拜仁慕尼黑参与的德甲联赛中，由于观众席最下方的视野问题，实际只有63000个座席可提供给公众。
1993年德国在申办2006年世界杯时就曾质疑是否该对慕尼黑奥林匹克体育场进行翻新扩建，并且使其更现代化。被质疑的原因是国际足联有评论指出作为一个70年代兴建的奥林匹克体育场其硬件设施已不具备举办满足世界杯足球赛事的条件。巴伐利亚州政府及长期将慕尼黑奥林匹克体育场作为主场的拜仁慕尼黑都支持扩建，其实拜仁俱乐部一直致力于将奥林匹克体育场改建成为专业的足球比赛场地。但这项提议却遭到原设计师甘特·拜尼施和慕尼黑市政府的反对，并最终被否决——慕尼黑于2001年10月21日举行了一场公民投票来决定取舍，结果65.8%的投票市民支持新建体育场。新计划由拜仁慕尼黑与慕尼黑1860合作，共同兴建并使用一个在慕尼黑郊区的专业足球场（参见 安联球场），新球场在2005年落成并作为两支俱乐部的新主场投入使用。
在2005年5月14日举行的04-05赛季德甲联赛的最后一轮比赛中，拜仁慕尼黑在慕尼黑奥林匹克体育场以6比3击败纽伦堡并夺得冠军，这也是在此体育场举办的最后一场足球比赛。此后至2012年，慕尼黑奥林匹克体育场不再举行任何足球赛事，而主要作为举办文化活动和田径赛事的场所，以及作为慕尼黑市内的著名观光旅游景点供游人参观。直至2012年欧洲女子冠军联赛決赛，慕尼黑奥林匹克体育场才再次有足球赛事举行。

## 重大活动
慕尼黑奥林匹克体育场作为综合性的体育场，承办过11场德国国家足球队的比赛。此外还曾举办过各类体育、音乐、文化和宗教活动。

| 奥运会 - 第二十届夏季奥林匹克运动会 1974年世界杯足球赛 - 小组赛 意大利-海地 3比1 - 小组赛 波兰-海地 7比0 - 小组赛 阿根廷-海地 4比1 - 三四名决赛 巴西-波兰 0比1 - 决赛 西德-荷兰 2比1 1988年欧洲足球锦标赛 - 小组赛 西德-西班牙 2比0 - 决赛 荷兰-苏联 2比0 欧洲冠军联赛决赛 - 1979年 诺丁汉森林-马尔默 1比0 - 1993年 马赛-AC米兰 1比0 - 1997年 多特蒙德-尤文图斯 3比1 | 其它体育赛事 - 1982年，1992年 德国田径锦标赛 - 1983年，1984年，1986年 国际田径邀请赛 - 1989年 世界越野摩托赛决赛 - 1999年 国际田联大奖赛 - 2002年 欧洲田径锦标赛 - 2004年起 慕尼黑团队追逐赛 - 2007年 欧洲场地滑雪大奖赛 - 2007年 爆破车（Stock-Car）大奖赛 - 2007年 田径欧洲杯 宗教及文化活动 - 1973年，1978年，2006年 耶和华见证人集会 - 1980年 约翰·斯特劳斯国庆露天音乐会 - 1984年 德国天主教会嘉年华（Deutscher Katholikentag） - 1987年 罗马教皇若望·保禄二世的弥撒 - 1993年 第二十五届德国新教集会 |